# Solenopsis basalis
Solenopsis basalis é uma espécie de formiga do gênero Solenopsis, pertencente à subfamília Myrmicinae.